# SapientNitro
SapientNitro — международная компания (произносится СэпиентНайтро), NASDAQ:SAPE — digital marketing агентство, специализирующееся на разработке и реализации комплексных решений для бизнеса в маркетинге и IT. Штаб-квартира компании расположена в Бостоне. Клиентами агентства являются компании, работающие в области финансовых услуг, телекоммуникаций, энергетики, FMCG, авиалиний, розничной торговли, онлайн коммерции, здравоохранения, автомобилестроения, медиа и других отраслей.

## История
Компания Sapient Corporation — маркетинговая и консалтинговая публичная компания была основана 6 ноября 1990 года в Бостоне, Массачусетс, США, Джерри Гринбергом и Стюартом Муром, вложившими свой собственный не большой капитал. Компания стала первой, провозгласившей лозунг «fixed-time, fixed-price» на рынке, до этого характеризовавшемся финансовыми и временными перерасходами. В июле 1996 году состоялось первичное публичное размещение акций IPO, где было выставлено на продажу 1 475 000 акций по цене $ 21 за одну акцию. В 2000 году, кризис доткомов (англ. dot com) и обвальное падение индекса высокотехнологичных компаний NASDAQ отразились на бизнесе Sapient, чья деятельность лежала в поле информационных технологий и консалтинга. Это привело к постепенному сокращению численности персонала и закрытию нескольких офисов, в том числе в Сиднее. Осенью 2003 года, после 2х лет финансовых потерь, компании удалось восстановить прибыльность и нанять 1968 сотрудников, что превысило число сокращенных. После чего в 2004 году организационная модель Sapient вошла в программу MBA Гарвардской школы бизнеса. В 2005 году компания продолжала наращивать прибыль. В 2009 году Sapient Corporation приобрела международное рекламное агентство Nitro, имевшее сильные позиции в Азии и Тихоокеанском регионе, за $ 50 млн. Новообразовавшееся агентство SapientNitro вошло в состав Sapient Corporation, которое имеет еще два дивизиона: Sapient Global Markets и Sapient Government Services.

## География
Штаб квартира SapientNitro находится Бостоне, Массачусетс, США. В 1998 году был открыт первый европейский офис в Лондоне. А в 2000 году компания перевела основные производственные силы в Индию. А со временем офисы агентства расположились в Северной и Южной Америке, Европе, Азии и Тихоокеанском регионе. В России компания осуществляет свою деятельность с 2008 года.

## Показатели деятельности
Общая численность персонала более 12 тыс. человек.
Выручка в 2013 финансовом году составила $ 1,26 млрд.

## Работа
- В 2013 году компания попала в ежегодный список «Топ 25ти мировых компаний со сложнейшей процедурой интервью» (англ. Top 25 Most Difficult Companies to Interview)[9].
- В 2007 году издание Financial Times включило компанию в «Сотню лучших работодателей Европы» (англ. 100 Best Workplaces in Europe)[10].
- Организация The Great Place to Work Institute включила компанию в топ «Лучших компаний для работы в Канаде» (англ. Best Workplaces in Canada) в 2007 году[11].
- Газета Businessworld отметила компанию среди «10 лучших работодателей Индии» 2005 года. (англ. 10 Best companies to Work For in India)[12].
- В 2001, 2004 и 2005 году журнал Consulting отметил компанию в ежегодном списке «Лучшие компании для работы» (англ. The Best Firms to Work For)[13].

## Проекты
- 1995 г. — Первый в истории онлайн банкинг для банка Wells Fargo, работающий в режиме реального времени[14].
- 2006 г. — Электронная аукционная система для операций на открытом рынке FedTrade, созданная для Федерального Резервного Банка Нью-Йорка[15].

## Руководство
- CEO SapientNitro, Алан Хиррик: 2006 — настоящее время[16].
- Генеральный директор в России Катя Шенец: 2008 — 2014[17].

## Признание
- В 2004 году организационная модель Sapient вошла в программу MBA Гарвардской школы бизнеса[4].
- В 2006 году Yale School of Management выпустила кейс компании «Defining Success Was Both the Challenge and the Opportunity»[18].
- В 2012 году Forrester Research признала агентство лидером среди провайдеров глобальных решений для коммерции[19].
- В 2012 и 2013 годах Gartner назвала SapientNitro лидером в «Магическом квадранте» в категории агентств цифрового маркетинга[20].